# Jean-Martin Charcot

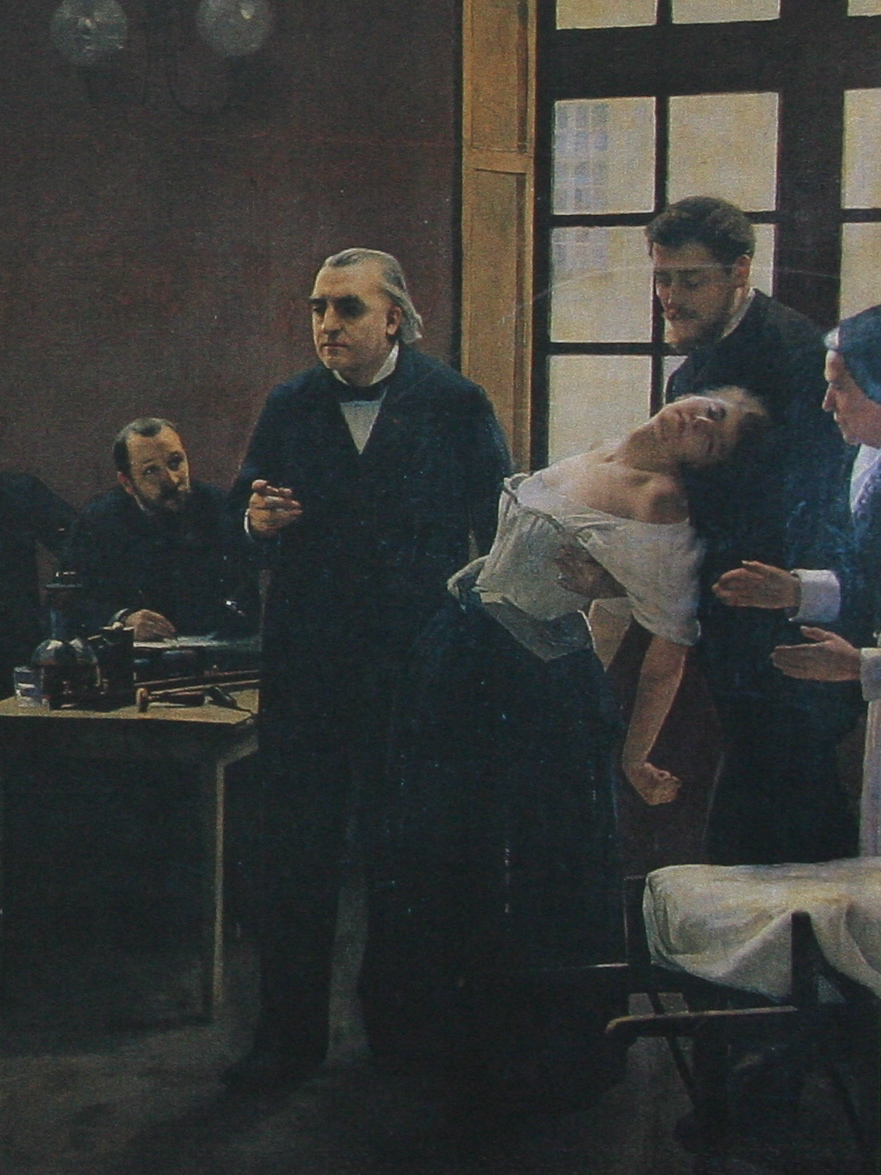
Jean-Martin Charcot dando uma aula no Hospital Salpêtrière, em Paris.

Jean-Martin Charcot (Paris, 29 de Novembro de 1825 – Montsauche-les-Settons, 16 de Agosto de 1893) foi um médico neurologista e cientista francês; alcançou fama no terreno da psiquiatria e neurologia na segunda metade do século XIX. Foi um dos maiores clínicos e professores de medicina da França e, juntamente com Guillaume Duchenne, o fundador da neurologia moderna. Suas maiores contribuições para o conhecimento das doenças do cérebro foram o estudo da afasia e a descoberta do aneurisma cerebral e das causas de hemorragia cerebral.
Durante as suas investigações, Charcot concluiu que a hipnose era um método que permitia tratar diversas perturbações psíquicas, em especial a histeria. 
Charcot é tão famoso quanto seus alunos: Sigmund Freud, Joseph Babinski, Pierre Janet, Albert Londe e Alfred Binet. A Síndrome de Tourette, por exemplo, foi batizada por Charcot em homenagem a um de seus alunos, Georges Gilles de la Tourette, assim como o Mal de Parkinson foi nomeado por este médico como homenagem a James Parkinson.

## Juventude
Jean-Martin Charcot não deixou biografias e o que se conhece de sua vida pessoal é baseado em seus trabalhos e relatos de seus colegas.
Charcot nasceu em Paris em 1825, sob o reinado de Charles X, cresceu durante o regime de Louis-Philippe, e iniciou a faculdade de Medicina de Paris em 1843, exclusivamente para estudantes homens. Em 1847, iniciou a sua residência sob o serviço do Dr. Lugol no hospital Saint-Louis, passando também por rodízios nos hospitais de "Bon-Secours", "la Pitié", "la Charité" e "la Salpêtrière". Em 1853, defende sua tese sobre gota e reumatismo crônico.

## Chefe de Serviço em "Salpêtrière" (1862-1867)
Quando Charcot assumiu as funções de chefe de serviço de Medicina Interna no asilo público de Salpêtrière era conhecida como o local onde Pinel havia instituído "tratamentos morais" aos considerados "alienados". Charcot conhecia bem como este local trouxe recursos incomparáveis às suas pesquisas, "este museu patológico vivo" (ce musée pathologique vivant), em suas palavras.
Em 1882, depois de 20 anos de serviço como chefe e professor de anatomia patológica, Charcot transformou o hospital de Salpêtrière em um instituto de neuropatologia com  ampla reputação e influência. Seus métodos de ensino e cursos na faculdade tornaram-se famosos.

## Invenção da Neurologia científica (1866-1878)
Em 1868, descreveu, com seu colega de faculdade, Alfred Vulpian, a esclerose múltipla, a qual diferenciou do mal de Parkinson. No ano seguinte, descreveu a esclerose lateral amiotrófica, também conhecida como doença de Charcot. Além disso, contribuiu com estudos em doenças da medula espinhal, esclerose múltipla, atrofia muscular progressiva, siringomielia, neurosífilis, paralisias, tremores, vertigens, epilepsia, entre outros.

## Obras
- Leçons sur les maladies du système nerveux, em 5 vol., publicados de 1872 a 1883 e 1885-1887;
- Iconographie de Ia Salpêtrière, de 1876 a 1880;
- Sur les divers états nerveux déterminés par l'hypnotisation chez les hystériques, 1882
- Com Paul Richer, Les Démoniaques dans l'art, Delahaye et Lecrosnier, 1887
- Com Paul Richer, Les Difformes et les Malades dans l'art, Lecrosnier et Babé, 1889
- La foi qui guérit, Félix Alcan, Paris, 1897